# Bateria B-45-1
Bateria 45b (B-45-1) – stała standardowa bateria obrony dalekiej, prawdopodobnie powstała w 1902 r. jako część zespołu dzieł obronnych Fortu głównego artyleryjskiego 45 „Zielonki”.